# عمر ميلانيتو
عمر ميلانيتو (مواليد 30 نوفمبر 1975 في فيناريا ريالي - إيطاليا) (بالإيطالية: Omar Milanetto)‏ لاعب كرة قدم إيطالي يلعب حاليا لصالح نادي الدرجة الأولى جنوى الإيطالي منذ 2006 في مركز الوسط المدافع .